# 蘭辛鎮區 (阿勒馬基縣)
兰辛鎮區（Lansing Township），美国艾奥瓦州阿勒马基县的一个鎮區，总面积129.6平方公里，总人口1424（2010年美国人口普查）。该鎮區有一个建制居民点，兰辛。